# Protosticta marenae
Protosticta marenae är en trollsländeart som beskrevs av Van Tol 2000. Protosticta marenae ingår i släktet Protosticta och familjen Platystictidae. Inga underarter finns listade i Catalogue of Life.